# Leila Djansi
Leila Afua Djansi (sinh năm 1981) là một nhà làm phim người Mỹ và Ghana, người bắt đầu sự nghiệp điện ảnh của mình trong ngành công nghiệp điện ảnh Ghana.

## Tuổi thơ
Leila Djansi sinh ra Leila Afua Djansi vào năm 1981. Cha bà là một phi công và mẹ bà là một sĩ quan điều dưỡng cao cấp. Bà lớn lên ở Ấn Độ và Ghana. Mặc dù diễn xuất và viết lách là sở thích của cô, nhưng tham vọng nghề nghiệp của bà là trở thành bác sĩ phụ khoa, một kế hoạch mà sau đó đã thay đổi khi bà có hứng thú với pháp y. Sẵn sàng đi sâu vào lĩnh vực tội phạm học, một sự thay đổi nghề nghiệp khác xảy ra khi bà gặp nam diễn viên người Ghana Sam Odoi, người đã thuyết phục bà viết kịch bản cho anh. Leila 19 tuổi khi kịch bản Babina của bà được nhà sản xuất Akwetey Kanyi dựng thành phim.

## Giáo dục
bà đã tham dự Trường tiểu học Kabore và JSS, Trường Mawuli cho giáo dục tiểu học, trung học cơ sở và trung học cơ sở đều nằm ở Hồ, trong Vùng Volta của Ghana.
bà bắt đầu học ngành điện ảnh tại Trường Điện ảnh và Truyền hình Quốc gia, nhưng rời Ghana đến Hoa Kỳ để tiếp tục Bằng Điện ảnh và Truyền hình tại Trường Cao đẳng Nghệ thuật và Thiết kế Savannah với Học bổng Danh dự nghệ thuật.

## Sự nghiệp
Chủ tịch câu lạc bộ độc giả của Thư viện Ghana trong ba năm, sự say mê trong ngành của bà bắt đầu khi bà là một á quân trong một cuộc thi sắc đẹp khu vực vào năm 1998.
bà đã nhận một công việc với Socrates Safo Movie Africa Productions nơi bà làm Nhà sản xuất Nhà văn / Nhà sản xuất. Trong khi làm việc với công ty, bà đã viết kịch bản quyền Gay / Lesbian đầu tiên của Ghana The Sisterhood, bộ phim có sự tham gia của nữ diễn viên màn bạc Ghanaian quá cố Suzzy Williams. Djansi làm việc với Hãng phim Gama thuộc sở hữu nhà nước, nơi bà viết và sản xuất Di sản tình yêu.
Tại Hoa Kỳ, bà thành lập Turn Point Pictures, một công ty sản xuất độc lập hướng đến các bộ phim về vấn đề xã hội.

## Giải thưởng và chứng nhận
Bộ phim đầu tiên của Djans đã được trao giải Bạch kim thế giới năm 2009 cho bộ phim Grass Between My Lips, một câu chuyện về cắt bao quy đầu nữ và kết hôn sớm, lấy bối cảnh tại một ngôi làng phía bắc Ghana. Năm 2010, tác phẩm đầu tay của cô, I Sing of a Well đã được đề cử cho 11 giải thưởng của Viện hàn lâm điện ảnh châu Phi. Bộ phim đã giành được 3 giải thưởng: Âm thanh hay nhất, Trang phục đẹp nhất và Giải thưởng đặc biệt của Ban giám khảo cho Phim hay nhất. Năm 2011, Djansi đã được trao giải thưởng lựa chọn Liên hoan phim châu Phi BAFTA / LA Pan cho bộ phim I Sing of a Well.
Bộ phim chìm của Djansi năm 2011 đã nhận được 10 đề cử giải thưởng điện ảnh châu Phi, với Ama K Abebrese giành giải Nữ diễn viên xuất sắc nhất và Djansi giành giải thưởng Kịch bản gốc xuất sắc nhất. Tại lễ trao giải điện ảnh Ghana đầu tiên vào năm 2011, Djansi's Sinking Sands đã nhận được giải thưởng cho "Chỉ đạo nghệ thuật xuất sắc nhất", "Trang phục đẹp nhất", "Phim Tây Phi hay nhất" và "Phim hay nhất". Chìm đắm được đề cử ở 14 hạng mục.
Nỗ lực đạo diễn thứ ba của Djansi Ties That Bind đã nhận được đề cử giải thưởng Black reel vào năm 2012. Bộ phim cũng đã giành giải Phim diaspora hay nhất tại Liên hoan phim đen San Diego 2012.
Vào năm 2016, Leila Djansi đã đạo diễn Like Cotton Twines một cuộc thám hiểm về việc luyện tập Trokosi tại quê hương Ghana của cô. Bộ phim đã được đề cử cho "Phim viễn tưởng hay nhất thế giới" tại Liên hoan phim Los Angeles
Công việc và đóng góp của Djansi cho ngành công nghiệp điện ảnh Ghana đã được UNiFEM Ghana, Quỹ phát triển phụ nữ châu Phi, Hiệp hội nhạc sĩ Ghana và các cộng đồng quan tâm đến vấn đề xã hội khác công nhận.